# Interfor
Interfor est une entreprise de production de bois d’œuvre canadienne, fondée en 1963. Elle est classée au septième rang mondial des plus importantes entreprises productrices de bois, derrière Produits forestiers Résolu, et possède des scieries en Colombie-Britannique, au Québec, en Ontario, ainsi que dans l’État de Washington, en Géorgie, en Oregon, en Arkansas, en Caroline du Sud, en Louisiane, au Mississippi et en Alabama. En 2023, l'entreprise embauche 5 200 personnes[réf. à confirmer].

## Histoire
L’entreprise, nommée au départ Yorkston Lumber Company, voit le jour en 1963 à Whonnock en Colombie-Britannique. Devenue Whonnock Industries dès 1967, l’entreprise prend de l’expansion, et fait l’acquisition de nombreuses scieries sur la côte Ouest. En 1988, l’entreprise prend le nom de International Forest Products Limited, ou Interfor. La production de l’entreprise augmente grandement au cours des années suivantes, avec l’acquisition d’importants droits de coupe et de scieries situées à Coquitlam, Squamish et Port Moody, puis s'implante sur la côte Ouest des États-Unis.
Au cours de l’année 2021, l’entreprise entreprend son expansion dans l'Est des États-Unis en acquérant les scieries des groupes WestRock Company et Georgia-Pacific Wood Products,.
En octobre 2021, Interfor achète l’entreprise américaine Eacon Timber. Cette acquisition de 490 millions de dollars comprend sept scieries en Abitibi, dans le Nord-du-Québec et dans le Nord-Est ontarien, notamment celles de Matagami, Val-d'Or, Sault-Sainte-Marie et Gogama . L’année suivante, la forestière[pas clair] intègre le marché des provinces maritimes en faisant l’acquisition de Chaleur Forest Products, au Nouveau-Brunswick.
En 2023, l'entreprise est classé au septième rang mondial des plus gros producteurs de bois de sciage.

## Exploitations
| Scieries          | Localisations                         | Pays       | Date d'acquisition | Notes                              |
| ----------------- | ------------------------------------- | ---------- | ------------------ | ---------------------------------- |
| Lac Adams         | Chase, Colombie-Britannique           | Canada     | 1976               |                                    |
| Coastal Woodlands | Campbell Island, Colombie Britannique | Canada     |                    |                                    |
| Castlegar         | Castlegar, Colombie-Britannique       | Canada     | 2008               |                                    |
| Grand Forks       | Grand Forks, Colombie-Britannique     | Canada     | 2008               |                                    |
| Ear Falls         | Ear Falls, Ontario                    | Canada     | 2022               |                                    |
| Sault Ste. Marie  | Sault-Sainte-Marie, Ontario           | Canada     | 2022               |                                    |
| Nairn Centre      | Nairn Centre, Ontario                 | Canada     | 2022               | Usine fondée en 1949.              |
| Gogama            | Ostrom, Ontario                       | Canada     | 2022               |                                    |
| Elk Lake          | James, Ontario                        | Canada     | 2022               | Usine fondée en 1965.              |
| Matagami          | Matagami, Québec                      | Canada     | 2022               | Usine fondée en 1968.              |
| Sullivan          | Val-d'Or, Québec                      | Canada     | 2022               |                                    |
| Val-d'Or          | Val-d'Or, Québec                      | Canada     | 2022               |                                    |
| Belledune         | Belledune, Nouveau-Brunswick          | Canada     | 2022               | Usine fondée en 1995.              |
| Bathurst          | Bathurst, Nouveau-Brunswick           | Canada     | 2022               | Usine fondée dans les années 1970. |
| Miramichi         | Miramichi, Nouveau-Brunswick          | Canada     | 2022               | Usine fondée en 1995.              |
| Cedarprime        | Sumas, Washington                     | États-Unis | 2002               |                                    |
| Port Angeles      | Port Angeles, Washington              | États-Unis | 2004               | Usine fondée en 1998.              |
| Longview          | Longview, Washington                  | États-Unis | 2015               |                                    |
| Molalla           | Molalla, Oregon                       | États-Unis | 2005               |                                    |
| Philomath         | Philomath, Oregon                     | États-Unis | 2021               |                                    |
| Monticello        | Monticello, Arkansas                  | États-Unis | 2015               |                                    |
| DeQuincy          | DeQuincy, Louisiane                   | États-Unis | 2021               |                                    |
| Fayette           | Fayette, Alabama                      | États-Unis | 2021               |                                    |
| Bay Spring        | Bay Spring, Mississipi                | États-Unis | 2021               |                                    |
| Perry             | Perry, Géorgie                        | États-Unis | 2014               |                                    |
| Meldrim           | Bloomingdale, Géorgie                 | États-Unis | 2015               |                                    |
| Preston           | Preston, Géorgie                      | États-Unis | 2014               |                                    |
| Baxley            | Baxley, Géorgie                       | États-Unis | 2021               |                                    |
| Peachtree City    | Peachtree City, Géorgie               | États-Unis |                    |                                    |
| Eatonton          | Eatonton, Géorgie                     | États-Unis | 2013               |                                    |
| Swainsboro        | Swainsboro, Géorgie                   | États-Unis | 2013               |                                    |
| Thomaston         | Thomaston, Géorgie                    | États-Unis | 2013               |                                    |
| Georgetown        | Georgetown, Caroline du Sud           | États-Unis | 2015               |                                    |
| Summerville       | Summerville, Caroline du Sud          | États-Unis | 2021               | Usine fondée en 1902.              |

## Production
Interfor se spécialise dans le bois de dimension et le bois d’œuvre. Le pin jaune, l’épinette, le sapin, le pruche-sapin et le douglas vert-mélèze sont exploités afin de créer des poutres de bois de dimension, servant principalement comme matériaux de charpente et de construction extérieure. Le douglas vert-mélèze, le pruche-sapin ainsi que le cèdre rouge sont aussi exploités afin de produire du bois d’œuvre spécialisé. Celui-ci est utilisé notamment dans la fabrication de lambris et de revêtements.

## Controverses
Interfor est connu en Colombie-Britannique pour ses opérations d’abattage d’arbres dans la forêt pluviale protégée de Great Bear, qui contient les arbres les plus anciens et imposants de la province.